# هارالد فينكلر
هارالد فينكلر (بالألمانية: Harald Winkler)‏ هو متزلج جماعي نمساوي، ولد في 17 ديسمبر 1962 في غراتس في النمسا.

## وصلات خارجية
- هارالد فينكلر على موقع اللجنة الأولمبية الدولية (الإنجليزية)
- هارالد فينكلر على موقع أوليمبيديا (الإنجليزية)